# ويليام فاغنر (سياسي كندي)
ويليام فاغنر هو سياسي كندي، ولد في 13 سبتمبر 1820، وتوفي في 25 فبراير 1901.